# Бабуску, Онурхан
Онурхан Бабуску (нем. Onurhan Babuscu; родился 5 сентября 2003) — австрийский футболист, атакующий полузащитник клуба «Газиантеп».

## Клубная карьера
Футбольную карьеру начал в молодёжной команде «Бад-Фёслау». В 2011 году присоединился к футбольной академии клуба «Адмира Ваккер Мёдлинг». В основном составе дебютировал 6 июня 2020 года в матче австрийской Бундеслиги против «Маттерсбурга». 31 июля 2021 года забил свои первые голы за «Адмиру», сделав «дубль» в матче австрийской Бундеслиги против клуба «Аустрия (Клагенфурт)».

## Карьера в сборной
Бабуску родился в Австрии в семье выходцев из Турции. К нему поступали предложения выступать за юношеские сборные Турции, однако сам игрок решил выступать за Австрию. Играл за сборные Австрии до 15, до 16, до 17 и до 19 лет.